# Jordan Castle
Jordan Castle (* 1. Juni 1996 in Palmerston North) ist ein ehemaliger neuseeländischer Bahnradsportler, der Rennen in den Kurzzeitdisziplinen bestritt.

## Sportlicher Werdegang
2017 wurde Jordan Castle neuseeländischer Junioren-Meister im Keirin. Drei Jahre später, im Jahr 2017, errang er zwei Medaillen bei den Ozeanienmeisterschaften: Silber im Keirin und Bronze im 1000-Meter-Zeitfahren. 2018 wurde er Ozeanienmeister im Keirin, im Teamsprint gewann er mit Zac Williams und Bradly Knipe Bronze im Teamsprint. Bei den Ozeanienmeisterschaften 2020 gewann er drei Bronzemedaillen.
2021 gehörte Castle zu den Bahnradsportlern, die vom Weltradsportverband UCI zum Start in der UCI Track Champions League geladen wurden. Dabei belegte er in der Gesamtwertung der Kurzzeitdisziplinen Platz 16. In der Gesamtwertung der Kurzzeitdisziplinen belegte er Rang 16. 2022 beendete er seine Radsport-Laufbahn.

## Erfolge
2014
- Neuseeländischer Junioren-Meister – Keirin

2017
- Ozeanienmeisterschaft – Keirin
- Ozeanienmeisterschaft – 1000-Meter-Zeitfahren

2018
- Ozeanienmeister – Keirin
- Ozeanienmeisterschaft – Teamsprint (mit Zac Williams und Bradly Knipe)

2020
- Ozeanienmeisterschaft – Sprint, Keirin, Teamsprint (mit Sam Dakin und Bradly Knipe)